# I Want You (piosenka Boba Dylana)
I Want You – piosenka napisana przez Boba Dylana, nagrana przez niego w 1966 roku i wydana na singlu (1966), który promował album Blonde on Blonde (1966). Singiel dotarł do 20. pozycji na głównej amerykańskiej liście przebojów „Billboard” Hot 100.
Na stronie B singla umieszczono koncertową wersję utworu „Just Like Tom Thumb’s Blues”, którą zarejestrowano 14 maja 1966 roku podczas występu w Liverpoolu (Anglia).

## Historia
Piosenka została nagrana jako ostatnia podczas ostatniej sesji do albumu, gdy Dylan nie miał jeszcze napisanego tekstu. Poprosił Ala Koopera, by grał na pianinie partię utworu, a Dylan w tym czasie pisał i dopasowywał tekst do muzyki.
10 marca 1966 roku podczas sesji nagraniowej w Columbia Music Row Studios w Nashville zarejestrowano materiał do albumu Blonde on Blonde. Powstało wówczas 19 wersji piosenki.
17 i 18 listopada 1994 roku Dylan wykonał ten utwór dwukrotnie (1. i 2. sesja) podczas akustycznego koncertu w Sony Music Studios w Nowym Jorku; ani na oryginalnym albumie Dylana MTV Unplugged (1995) ani na wersji DVD nie zamieszczono tej piosenki.

## Charakterystyka
„I Want You” to jedna z najpopularniejszych kompozycji Dylana, co możliwe było dzięki połączeniu prostej popowej melodii z romantycznym tekstem, w którym są wątki autobiograficzne. Partie gitarowe zostały zagrane przez studyjnego muzyka z Nashville (stan Tennessee), Wayne’a Mossa. Dylan podkreślił pewne melodyczne frazy grą na harmonijce ustnej.
Utwór ten odbierany był dwojako. Jedni uważali go za, niegodną Dylana, lekką popową piosenkę. Z kolei inni odbierali dzieło muzyka jako mit prawdziwej miłości, dla których piosenka traktuje o pragnieniu i nieosiąganiu celów.

## Tekst
22 listopada 1965 roku Dylan wziął ślub z Sarą Lownds. „I Want You” tekstowo, nieco chaotyczny, obrazuje nową i szczęśliwą miłość trochę surrealistycznym językiem. Zgodnie z ówczesną tendencją w twórczości Dylana, nawet w tym utworze piosenkarz umieścił szereg postaci, jak m.in. łkającą matkę, damę pikową, tańczące dziecko w chińskim ubranku oraz pijanego polityka.

## Dyskografia i wideografia
Singiel
- 1966: „I Want You” / „Just Like Tom Thumb’s Blues”

Albumy
- 1966: Blonde on Blonde
- 1967: Bob Dylan’s Greatest Hits
- 1979: Bob Dylan at Budokan
- 1985: Biograph
- 1989: Dylan & The Dead (Dylan / Grateful Dead)

Wideo
- 1976: Hard Rain

## Listy przebojów
| Kraj   | Lista                          | Pozycja | Źr.   |
| ------ | ------------------------------ | ------- | ----- |
| AU     | Top 100 Singles                | 72      | [ 2 ] |
| BE-WAL | Ultratop 50 Singles (Walonia)  | 12      | [ 3 ] |
| NL     | Single Top 100                 | 19      | [ 4 ] |
| CA     | „RPM” Top Singles              | 30      | [ 5 ] |
| GB     | Official Singles Chart Top 100 | 16      | [ 6 ] |
| US     | Hot 100                        | 20      | [ 1 ] |

## Wersje innych wykonawców
- 1967: Cher – Cher
- 1967: Gary Burton – Tennessee Firebird
- 1969: The Hollies – Hollies Sing Dylan
- 1983: Ralph McTell – Water of Dreams
- 1992: Sophie B. Hawkins – Tongues and Tails
- 1998: Steve Gibbons – The Dylan Project
- 2003: Cyrill Neville – album różnych wykonawców Blues on Blonde on Blonde
- 2005: Martyna Jakubowicz – Tylko Dylan